# 토머스 머턴
토머스 머튼(영어: Thomas Merton, O.C.S.O.1915년 1월 31일 ~ 1968년 12월 10일)은 20세기 미국 로마 가톨릭교회의 수도사이자 문필가로, 칠층산으로 널리 알려져 있다.

## 생애
1915년 1월 31일 프랑스 프라드에서 태어났다. 부모는 화가였는데 아버지는 뉴질랜드 태생의 영국인이었고 어머니는 미국인이었다. 어머니는 그가 여섯 살 때 세상을 떠났고 아버지는 열여섯 살 때 세상을 떠났다.
러틀랜드에 있는 오컴 사립 기숙학교에 다니며 처음으로 그리스도교(성공회)신앙을 접했다. 케임브리지 대학교에서 1년간 공부하다 조부모가 살고 있는 미국으로 이주해 1939년부터 로마 가톨릭 교회에 출석했고 콜럼비아 대학교에서 공부하던 중 1941년 켄터키 겟세마니 수도원에 가입해 수도생활을 시작했다. 그가 소속된 수도원은 로마 가톨릭 수도회 중에서도 규율이 엄격한 시토회, 즉 트라피스트회였다. 수도회에 들어간 뒤 죽을 때까지 그는 수도사들과 함께 공동 예배에 참석하면서 4시간 이상을 예배당에서 보냈고 개인기도를 드렸으며 침묵 수련, 공부, 노동을 했다. 글쓰기 재능이 있었던 그는 수도원장의 요구로 자서전을 썼는데 이 자서전이 1948년 <<칠층산>>이라는 이름으로 출간되었으며 커다란 반향을 일으켜 출간 첫해에만 60만부가 팔렸다. 이 책을 계기로 그는 유명해졌고 영성 작가, 문필가로서의 삶을 시작했다. 시간이 흐르자 초기에 지녔던 수도원 생활의 열정은 매우 복잡한 감정으로 변했다. 생애 후반에 쓴 일기를 보면 그는 수도원 사업에 불만을 갖고 있었을 뿐 아니라 수도원장과도 갈등을 일으켰음을 알 수 있다. 하지만 이 기간에도 그는 끊임없이 글을 썼으며 다양한 주제에 걸쳐 방대한 분량의 책을 펴냈다. 그리고 이 세상에 관해 경멸적이고 부정적인 태도를 보였던 경향이 있던 초기의 태도는 점차 이 세상에 대한 연민으로 바뀌었다. 이러한 태도의 변화는 1958년 3월 18일 그가 체험한 비전에 뿌리를 둔다. 수도원에서 가장 가까이 위치한 도시 루이빌로 여행하던 중 그는 4번가와 월넛 스트리트가 만나는 모퉁이에 서서 군중을 바라보았다.

"상가 중심에서 나는 감격하여 어찌할 바를 몰랐다. 나는 거리를 오가는 이 사람들을 사랑했다. 그들은 나의 것이고 나는 그들의 것이었다. 비록 서로 낯선 사람들이지만 서로 이질적인 사람일 수 없음을 나는 깨달았다. 이로써 나는 격리된 꿈에서, 모든 것을 단념하는 세계이자 거룩한 곳이라 여겨지는 특별한 세계에 관한 거짓된 자기 고립의 꿈에서 깨어났다. 세상과 격리된 삶을 사는 거룩한 존재라는 망상은 모두 꿈이다. 이는 내 소명을 의심하거나 내 수도원 삶의 진정성을 의심해서가 아니다. 내가 회의한 것은 우리가 수도원에 대해 너무나 쉽게 착각하는, ‘수도원은 세상으로부터 격리되어 있다’는 관념이다. … 나는 우리가 수도원을 생각할 때 암묵적으로 깔고있는 이 순진한 망상을 16-17년 동안 진지하게 받아들였다. …인류의 구성원이 된다는 것은 영예로운 운명이다. …나는 내가 인간인 것에 대해, 하느님께서 몸소 성육신하신 인류의 구성원이라는 사실에 대해 헤아릴 수 없는 기쁨을 느낀다."

두 번째 회심을 통해 그는 이 세계에서 살아계신 하느님, 이 세계를 살아가는 하느님의 사람들, 세계가 지닌 아름다움과 그만큼의 문제를 인식하기 시작했으며 이와 관련된 다양한 글을 쓰기 시작했다. 말년에 그는 새로운 수도원장에게 인도, 스리랑카, 태국을 여행해도 좋다는 허락을 받았다. 1968년 12월 10일, 방콕에서 열린 불교와 그리스도교 수도생활에 관한 컨퍼런스에 참석하던 중 갑작스러운 감전으로 그는 세상을 떠났다. 그의 시신은 미국으로 돌아와 겟세마니 수도원 묘지에 묻혔다.

## 저작 목록
■ 자서전
- The Seven Storey Mountain (New York : Harcourt Brace, 1948). 『칠층산』(정진석 옮김, 바오로딸,2009)
- The Sign of Jonas(New York: Harcourt Brace, 1953). 『토머스 머튼의 영적 일기 : 요나의 표징』(오지영옮김, 바오로딸, 2009)
- Day of a Stranger(Salt Lake City : Gibbs M.Smith, 1981).

■ 성서
- Bread in the Wildness (New York : New Directions, 1953).
- The Living Bread (New York : Farrar, Straus & Cudahy, 1956).
- Praying the Psalm (Collegeville, Minn. : Liturgical Press, 1956). 『가장 완전한 기도 : 시편으로 바치는 기도』(오무수옮김, 성 바오로 출판사, 1999)
- He is Risen (Niles, IL : Argus Communications, 1975).
- Openning the Bible (Collegeville, Minn. : Liturgical Press, 2000). 『구원의 빛』(오무수옮김, 성서와함께, 2002)

■ 전기
- Exile Ends in Glory : The Life of a Trappistine, Mother M. Berchmans. O.C.S.O (Milwaukee : Bruce, 1948).
- What are these Wounds?: The Life of a Cistercian Mystic, Saint Lutgarde of Aywières (Milwaukee : Bruce, 1950).
- The Last of the Fathers : Saint Bernard of Clairvaux and the Encyclical Letter, Doctor Mellifluus. (New York : Harcourt Brace, 1954).

■ 관상, 단상
- Seeds of Contemplation(New York : New Directions, 1949). 『명상의 씨』(조철웅옮김, 가톨릭 출판사, 1961)
- Ascent to Truth (New York : Harcourt, Brace, 1951). 『십자가의 성 요한과 진리의 산길』(서한규옮김, 바오로딸, 2009)
- Disputed Questions (New York : Farrar, Straus & Cudahy, 1960).
- New Seeds of Comtemplation (Norfolk, Conn : New Directions, 1962). 『새 명상의 씨』(오지영옮김, 가톨릭 출판사, 2005)
- Raids on the unspeakable (New York : New Directions, 1966).
- Conjectures of a Guilty Bystander (Garden City, N.Y. : Doubleday, 1966). 『토머스 머튼의 단상 : 통회하는 한 방관자의 생각』(김해경옮김, 바오로딸, 2013)
- Contemplative Prayer (New York : Herder And Herder, 1969).『마음의 기도』(이영식옮김, 성바오로출판사, 2011)
- Contemplation in a World of Action (Garden City, N.Y. : Doubleday, 1971).
- Ishi Means Man: Essays on Native Americans (Greensboro N.C.: Unicorn Press, 1976).
- What is Contemplation? (Springfield : Templegate Publishers, 1981). 『명상이란 무엇인가』(오무수옮김, 가톨릭 출판사, 2008)
- The Literacy Essays of Thomas Merton. ed. Brother Patrick Hart. (New York : New Directions, 1981).
- Honorable Reader : Reflections on My Work. ed. Robert E. Daggy. (New York : Crossroad, 1989).
- The Inner Experience : Notes on Contemplation, ed with an Introduction by William H. Shannon. (New York : HarperSanFrancisco, 2004).『토머스 머튼의 묵상의 능력』(윤종석옮김, 두란노, 2006)

■ 동양사상
- The Way of Chuang Tzu (New York : New Directions, 1965). 『토머스 머튼의 장자의 도』(권택영 옮김, 은행나무,2008)
- Mystics and Zen Masters (New York : Farrar, Straus, Giroux, 1967). 『신비주의와 선의 대가들』(이영주옮김, 고려원미디어, 1994)
- Zen and the Birds of Appetite (New York : New Directions, 1968). 『선과 맹금』(장은명옮김, 성바오로출판사,1998)

■ 일기
- The Secular Journal of Thomas Merton (New York : Farrar,Straus, Giroux, 1959).
- The Asian Journal (New York : New Directions, 1973).
- Woods, Shore, Desert : A Notebook (Santa Fe : Museum of New Mexico Press, 1982).
- The Other Side of the Mountain : The Story of a Vocation : Journals of Thomas Merton, vol. 1, 1939 ─ 1941 ed. Patrick Hart, O.C.S.O. (SanFrancisco : HarperSanFrancisco, 1995).
- Entering the Silence : Becoming a Monk and Writer : Journals of Thomas Merton, vol. 2, 1941 ─ 1952 ed. Jonathan Montaldo. (San Francisco : HarperSanFrancisco, 1996).
- A Search for Solitude : Pursuing the Monk's True Life : Journals of Thomas Merton, vol. 3, 1952 ─ 1960 ed. Lawrence S. Cunningham. (SanFrancisco : HarperSanFrancisco, 1996).
- Turning Toward the World : The Pivotal Years : Journals of Thomas Merton, vol. 4, 1960 ─ 1963 ed. Victor A. Kramer. (San Francisco : HarperSanFrancisco, 1996).
- Dancing in the Water of Life : Seeking Peace in the Hermitage, Journals of Thomas Merton, vol. 5, 1963 ─ 1965 ed. Rober E. Daggy. (SanFancesco : HarperSanFrancisco, 1997).
- Learning to Love : Journals of Thomas Merton, vol. 6 : 1966-1967 ed. by C.M.Bochen. (San Francisco : Harper Collins, 1997).
- The Intimate Merton: His Life from His Journals ed. Jonathan Montaldo and Patrick Hart. (NY : HarperOne, 1999). 『토머스 머튼의 시간 : 일기로 읽는 토머스 머튼의 전기』(류해욱옮김, 바오로딸,2010)

■ 편지
- The Hidden Ground of Love : The Letters of Thomas Merton on Religious Experience and Social concerns selected and edited by William H.Shannon. (New York : Farrar, Straus, Giroux, 1985).
- The School of Charity : Letters on Religious Renewal and Spiritual Direction ed. Patrick Hart. (New York : Farrar, Straus, Giroux, 1990).
- The Courage for Truth : The Letters of Thomas Merton to Writers ed. C.M.Bochen. (New York : Farrar, Straus, Giroux, 1993).
- Witness to Freedom : Letter of thomas Merton in Times of Crisis ed. William H. Shannon. (New York : Farrar, Straus Giroux, 1994).
- Seeking Paradise: The Spirit of the Shakers ed. Paul M. Pearson, (Maryknoll, NY : Orbis Books, 2003).
- Cold War Letters ed. C.M.Bochen and William H. Shannon. (Maryknoll, NY : Orbis Books, 2006).
- Thomas Merton: A Life in Letters: The Essential Collection ed. C.M.Bochen and William H. Shannon. (Notre Dame, Ind. : Ave Maria Press, 2008).
- Compassionate Fire: The Letters of Thomas Merton & Catherine de Hueck Doherty ed. Robert A. Wild. (Notre Dame, Ind. : Ave Maria Press, 2009).

■ 수도원, 교회, 영성
- The Waters of Siloe (New York : Harcourt Brace, 1949).
- No Man is an Island (New York : Harcourt Brace, 1955). 『인간은 섬이 아니다』(장은명옮김, 성바오로출판사, 2011)
- The Silent Life, (New York : Farrar, Straus & Cudahy, 1957).
- Thoughts in Solitude (New York : Farrar, Straus & Cudahy, 1959). 『고독 속의 명상』(장은명옮김, 성바오로출판사, 2009)
- The Wisdom of the Desert : Sayings From the Desert Fathers of the Fourth Century (New York : New Directions, 1960). 『토머스 머튼이 길어낸 사막의 지혜』(안소근옮김, 바오로딸,2011)
- Spiritual Direction and Meditation (Collegeville, Minn. : Liturgical Press, 1960).『영적 지도와 묵상』(김규돈옮김, 성바오로출판사, 1998)
- The New Man (New York : Farrar, Straus & Cudahy, 1961).
- Life and Holiness (New York : Herder And Herder, 1963). 『삶과 거룩함』(남재희옮김, 생활성서사, 2003)
- 8 Seasons of Celebration (New York : Farrar, Straus Giroux, 1965).
- Cistercian Life (Cistercian Book Services. 1974). 『침묵속에 하느님을 찾는 사람들 : 트라피스트 수도생활』(오무수옮김, 분도출판사, 2011)
- The Monastic Journey ed. by Patrick Hart. Missio, KS : Sheed, Andrews & McMeel, 1977; republished, Kalamazoo. MI:Cistercian,1992.
- Thomas Merton : Spiritual Master : The Essential Writings ed. Lawrence S. Cunningham (Mahwah, N.J. : Paulist Press, 1992).
- Love and Living ed. by Naomi Burton Stone, Patrick Hart (New York : Hartcourt Brace, 1979).
- Introductions East & West : the foreign prefaces of Thomas Merton ed. Robert E.Daggy (Greensboro, N.C. : Unicorn Press, 1981).
- Cassian and the Fathers ed. Patrick F. O’Connell (Collegeville, Minn. : Liturgical Press, 2005).
- Pre-Benedictine Monasticism ed. Patrick F. O’Connell (Collegeville, Minn. : Liturgical Press, 2007).
- An Introduction to Christian Mysticism ed. Patrick F. O'Connell (Collegeville, Minn. : Liturgical Press, 2008).
- The Rule Of Saint Benedict: Initiation into the Monastic Tradition ed. Patrick F. O'Connell (Collegeville, Minn. : Liturgical Press, 2009).
- Monastic Observances : Initiation into the Monastic Tradition ed. Patrick F. O'Connell (Collegeville, Minn. : Liturgical Press, 2010).
- The Life of the Vows: Initiation into the Monastic Tradition ed. Patrick F. O'Connell (Collegeville, Minn. : Liturgical Press, 2012).

■ 소설
- My argument with the Gestapo (Garden City, N.Y. : Doubleday, 1969).

■ 시
- Thirty Poems (New York : New Directions, 1944).
- A Man in the Divided Sea (Norfolk, Conn : New Directions, 1946).
- Figures for an Apocalypse (NorFolk, Conn. : New Directions, 1948).
- Tears of the Blind Lions (New York : New Directions, 1949).
- The Strange Islands (New York : New Directions, 1957).
- Emblems of a Season of Fury (New York : New Directions, 1963).
- Cables to the Ace (New York : New Directions, 1968).
- Monks Pond. Lexington (Kentucky : The University Press of Kentucky, 1968).
- The Geography of Lograire (New York : New Directions, 1969).
- In the Dark Before Dawn: New Selected Poems ed. Lynn R. Szabo (New York : New Directions, 2005).

■ 사회문제
- Seeds of Destruction (New York : Farrar, Straus Giroux, 1964).
- Gandhi on Non Violence (New York : New Directions, 1965).
- Faith and Violence : Christian Teaching and Christian Practice (Notre Dame, Ind. : University of Notre Dame Press, 1968).
- Dialogues with silence ed. Johathan Montaldo. (New York : HarperSanFrancisco, 2001).
- Peace in a Post-Christian Era ed. Patricia A. Burton, (Maryknoll, NY : Orbis Books, 2004). 『머튼의 평화론』(조효제옮김, 분도출판사, 2006)

## 토머스 머튼 관련 저서들
- 『토머스 머튼 - 은둔하는 수도자, 문필가, 활동하는 예언자』 (키스 제임스 지음, 김은해 옮김, 비아 (출판사), 2015)
- 『기도의 사람 토머스 머튼 - 오직 한나님께만 집중했던 삶』 (헨리 나우웬 지음, 김기석 옮김, 청림출판, 2008)
- 『토머스 머튼 - 생애와 작품』 (윌리엄 쉐넌 지음, 오방식 옮김, 은성, 2005)
- 『고요한 등불 - 토머스 머튼의 이야기』 (윌리엄 쉐넌 지음, 오방식 옮김, 은성, 2008)